# Ropetaxi
Das Ropetaxi (von rope, englisch für ‚Seil‘) ist eine vom Hersteller Bartholet Maschinenbau entwickelte Stationstechnik für die Stationen von Gondelbahnen, genauer von Einseilumlaufbahnen. Anstelle von Reifen- oder Kettenförderern, die bei gewöhnlichen Gondelbahnen die Kabine in abgekuppeltem Zustand durch die Stationen transportieren, soll bei einem Ropetaxi die Gondel selbst motorisiert werden und damit autonom steuerbar sein. Damit wären kompliziertere Streckenführungen, z. B. Y-Strecken, einfacher möglich.
Die Bergbahnen Flims-Laax-Falera nahmen im Dezember 2023 das FlemXpress-Gondelsystem in Betrieb, wo Ropetaxi erstmalig genutzt wird.

## Prinzip

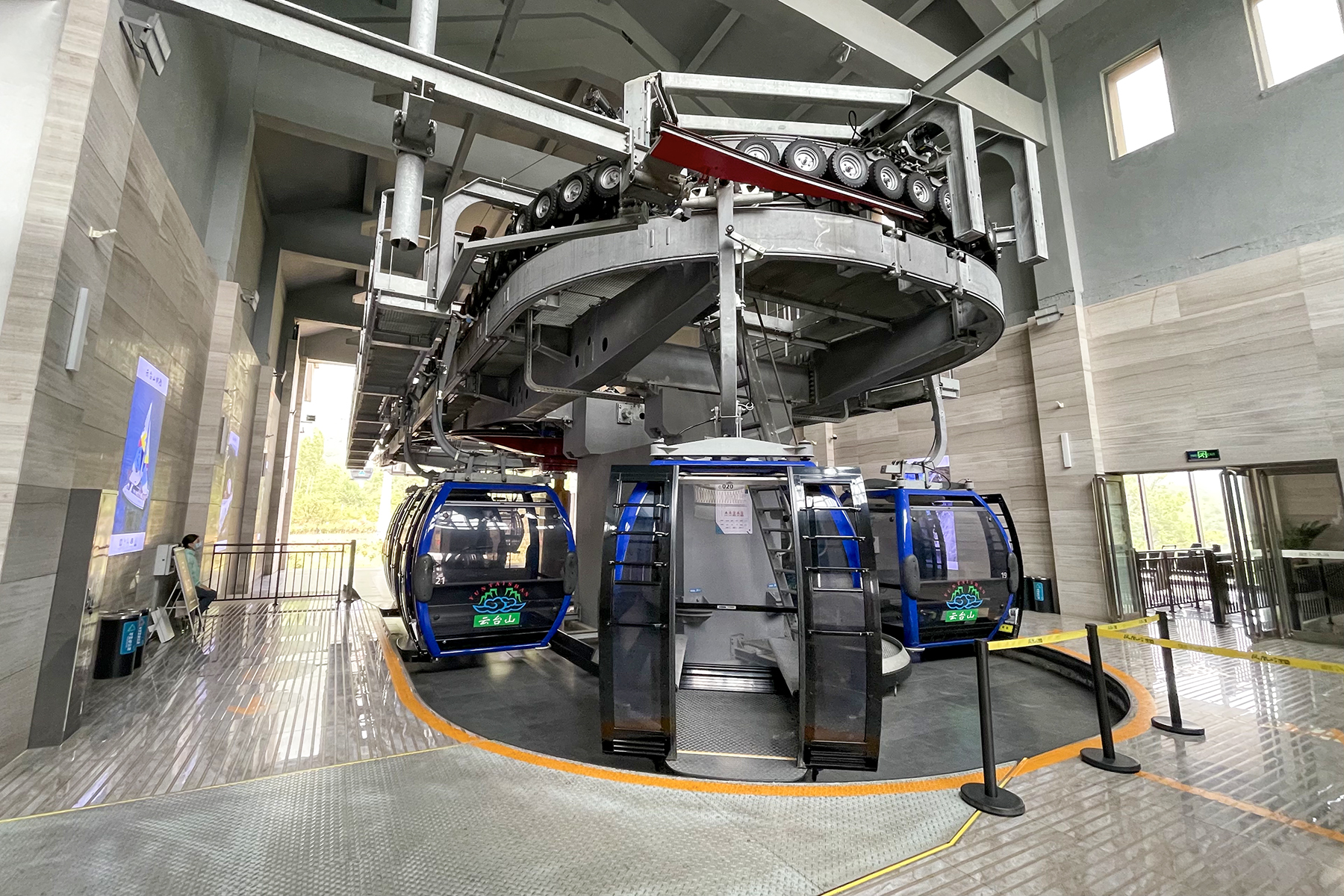
Bei gewöhnlichen Einseilumlaufbahnen werden die Kabinen in der Station durch Reifenförderer bewegt.

Bei gewöhnlichen Kabinenbahnen rollen Kabinen in den Stationen, wenn sie vom Seil abgekuppelt sind, auf an der Decke hängenden Schienen. Angetrieben werden sie durch Reifenförderer: sich drehende Reifen, die über der Schiene an der Decke hängen, bewegen die kuppelbare Klemme unterhalb und damit auch die Kabine; ältere Seilbahnen nutzen auch Kettenförderer oder werden von Hand bewegt. Mit diesem System sind Weichen zwar möglich, aber relativ kompliziert.
Beim Ropetaxi hingegen wird die Kabine nicht durch die Stationstechnik angetrieben, sondern verfügt selbst über einen Motor. In der Stationsmitte muss keine Antriebstechnik vorhanden sein und Weichen sind deutlich einfacher und kostengünstiger. Die Reifenförderer zur Beschleunigung bzw. Bremsung der Kabinen bei Stationsein- und -ausfahrt bleiben jedoch erhalten.

## Technik

### Motor
Die Gondel wird in der Station von zwei redundanten Elektromotoren angetrieben, die den Namen eMotion tragen und direkt an die Klemme angebaut sind. Zum Einsatz kommt wie bei gewöhnlichen Einseilumlaufbahnen von Bartholet die Swiss Performance-Klemme, eine Version der Wopfner-Klemme zum Einsatz.
Die Energie wird durch eine Nutzbremse gewonnen, die bei der Stationseinfahrt und der Beschleunigung vor der Ausfahrt Strom erzeugt. Zur Speicherung der Energie gibt es zwei Akkus.

### Steuerung
Durch die Verlagerung des Antriebs in die Kabinen kann jede Kabine autonom gesteuert werden. Dadurch ist eine individuelle Zielauswahl durch Fahrgäste möglich. Diese soll sowohl in der Station als auch per App möglich sein. Um Kollisionen in der Station, zum Beispiel mit anderen Kabinen, zu vermeiden, verfügen die Kabinen über Abstandssensoren.
Das Smart Control genannte Prozessleitsystem soll außerdem den Zutritt zu verschiedenen Kabinen mit verschiedenen Zielen über Zutrittsanzeigen und im Notfall die Evakuierung der Kabinen aus dem Stationsumlauf steuern.

### Stationsaufbau
Die Vereinfachung der Weichen ermöglicht beim Ropetaxi mehrere Spuren in der Station: Damit bei einer Zwischenstation nicht alle Kabinen halten müssen, soll es eine Spur für den Ein- und Ausstieg und je ein Durchgangsgleis pro Richtung geben. Um von der einen Ein- und Ausstiegsspur in beide Richtungen fahren zu können, sind Wendeschleifen nötig.
Der Ein- und Ausstieg erfolgen nicht an langen Perrons wie bei gewöhnlichen Kabinenbahnen, sondern durch doppelte Türen wie bei Aufzügen.
Wie bereits bei einigen gewöhnlichen Seilbahnen können die Kabinen auch beim Ropetaxi im Stationsumlauf garagiert werden, sodass eine Garagenhalle entfällt. Bei der ersten Anlage in Flims ist jedoch trotzdem eine separate Garage in der Zwischenstation Foppa geplant.

## Vor- und Nachteile

### Vorteile
- Durch die Vereinfachung der Weichen sind auch Netze, die über eine einzige Linie hinausgehen, umsteigefrei möglich.
- Auf Seilbahnen mit vielen Zwischenstationen wird die Fahrzeit reduziert, weil nicht an jeder Station gehalten werden muss.
- Da Ein- und Ausstieg nicht auf Durchgangsgleisen erfolgen, kann die Gondel hierfür anhalten. Damit werden diese beispielsweise für Personen mit eingeschränkter Mobilität einfacher. Außerdem muss nicht jede Station durch Personal beaufsichtigt werden.
- Bei geringem Bedarf könnten weniger Kabinen verkehren. Bartholet schätzt, dass sich die Leerfahrten so halbieren könnten.
- Durch weniger Leerfahrten und die Einsparung der Stationsförderer haben Ropetaxis einen geringeren Verschleiß.
- Außerdem könnte sich der Energieverbrauch durch Einsparungen bei Leerfahrten und die Nutzung der Bremsenergie ebenfalls halbieren.

### Nachteile
- Der Platzbedarf der Stationen ist beim Ropetaxi trotz des Wegfalls einer Garage aufgrund der mehreren Spuren etwas höher als bei Stationen konventioneller Kabinenbahnen.[3]
- Ein weiterer Kritikpunkt ist die hohe Komplexität des Systems. So sind Weichen zwar einfacher gebaut, aber zahlreicher, die geplante Anlage in Flims etwa benötigt allein in der Station Foppa 15 Stück[6]
- Die Komplexität eines solchen Systems fordert eine aufwendige Programmierung um einen flüssigen Betrieb zu gewährleisten. Bei einer hohen Auslastung der Bahn kann es zu Kapazitätsengpässen auf der Strecke kommen. Insbesondere wenn die Nachfrage der Passagiere bei der Wahl der verschiedenen Zielorten nicht ausgeglichen ist. Dies führt dazu, dass sich die benötigte Kapazität des Systems nicht gleichmäßig auf die gesamte Streckenführung verteilt. Bei einer nicht gleichmäßigen Auslastung der Bahn kann die Maximalkapazität von einer konventioneller Einseilumlaufbahn nicht erreicht werden.

## Anlagen
Ursprünglich wurde das Ropetaxi für eine urbane Seilbahn in Dubai entwickelt.

### Testanlage Nagens
Auf der Alp Nagens oberhalb von Flims in der Schweiz gab es eine kurze Testanlage, auf der ab dem 2. Februar 2021 der Betrieb zweier Gondeln in abgekuppeltem Zustand in der Station getestet wurde.

### Flims-Laax-Falera
Der erste Abschnitt des FlemXpress im Skigebiet Flims-Laax-Falera in der Schweiz wurde im Dezember 2023 eröffnet. Das 10er-Gondelsystem soll von Flims über die Stationen Foppa, Stargels zur Verzweigungsstation Segneshütte führen. Weitere Äste führen von dort zum Fil de Cassons und nach Nagens Sura. Angedacht ist eine weitere Seilbahn im gleichen Skigebiet, die von Laax und Falera aus den Crap Sogn Gion und den Vorabgletscher erschließen soll.